# Aloe wildii

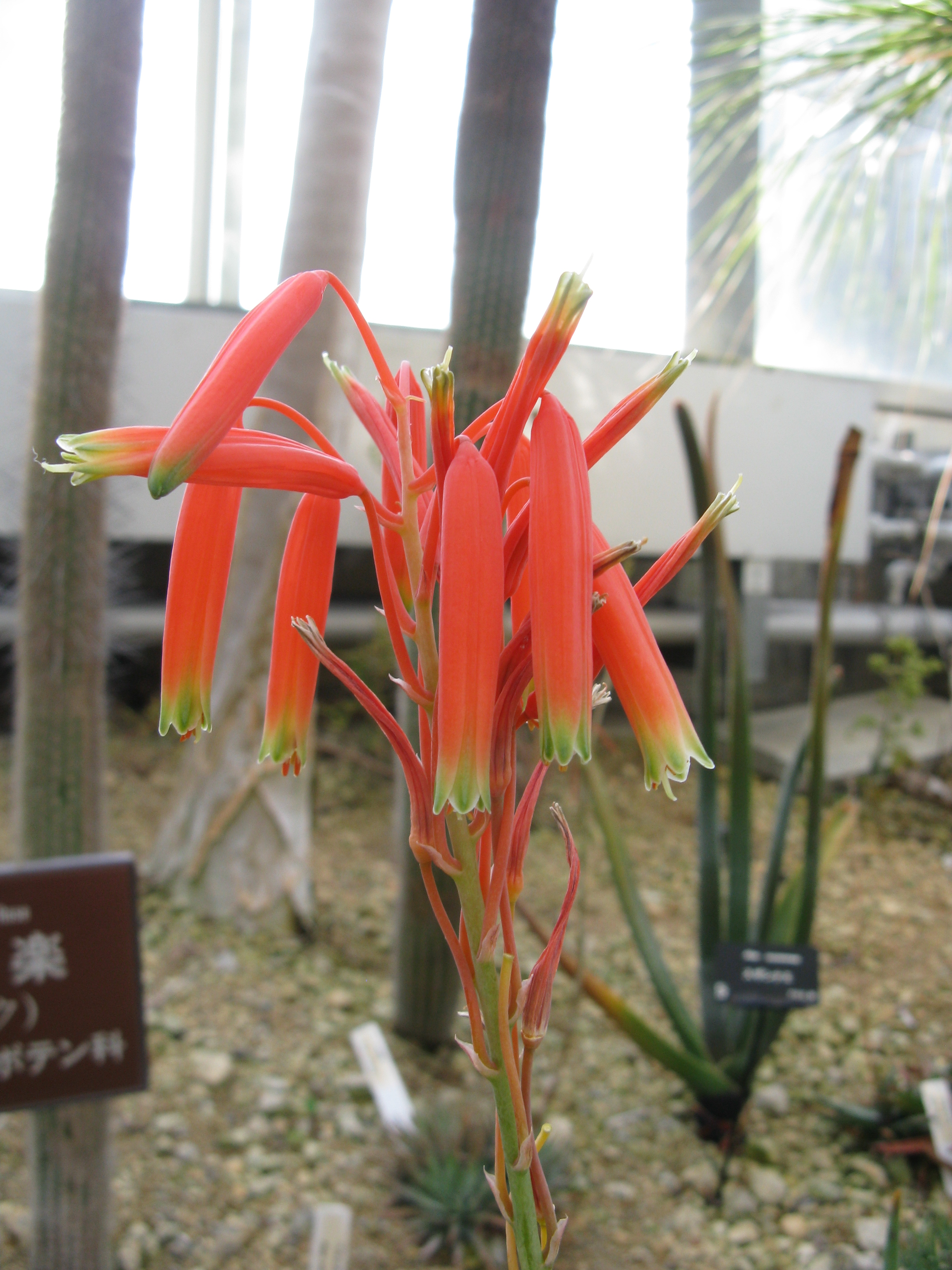
Blüten

Aloe wildii ist eine Pflanzenart der Gattung der Aloen in der Unterfamilie der Affodillgewächse (Asphodeloideae). Das Artepitheton wildii ehrt den britischen Botaniker Hiram Wild (1917–1982).

## Beschreibung

### Vegetative Merkmale
Aloe wildii wächst stammlos, ist einzeln oder verzweigt von der Basis aus und bildet dann kleine Gruppen. Die etwa sechs linealischen Laubblätter sind zweizeilig angeordnet. Die trübgrüne, bräunlich überhauchte Blattspreite ist 15 bis 30 Zentimeter lang und 0,5 bis 1 Zentimeter breit. Auf der Blattoberfläche befinden sich nahe der Basis wenige, zerstreute, kleine, weiße Flecken. Auf der Blattunterseite sind zahlreiche, winzig stachelige Flecken vorhanden. Die weichen, weißen Zähne am Blattrand sind etwa 0,5 Millimeter lang und stehen 1 bis 2 Millimeter voneinander entfernt.

### Blütenstände und Blüten
Der einfache Blütenstand erreicht eine Länge von etwa 25 bis 30 Zentimeter (selten bis zu 50 Zentimeter). Die lockeren, zylindrischen Trauben sind 6 bis 7 Zentimeter lang und 5 Zentimeter breit. Sie bestehen aus zwölf bis 16 Blüten. Die eiförmig-spitzen, trübrosafarbenen Brakteen weisen eine Länge von 5 Millimeter auf und sind 2 bis 3 Millimeter breit. Die leuchtend orangeroten Blüten sind grün gespitzt und stehen an 10 bis 15 Millimeter langen Blütenstielen. Die leicht bauchigen Blüten sind 30 bis 40 Millimeter lang und an ihrer Basis kurz verschmälert. Oberhalb des Fruchtknotens sind die Blüten erweitert und an ihrer Mündung leicht verengt. Ihre Perigonblätter sind nicht miteinander verwachsen. Die Staubblätter und der Griffel ragen bis zu 1 Millimeter aus der Blüte heraus.

## Systematik und Verbreitung
Aloe wildii ist in Simbabwe in offenem Busch an Berghängen bis in Höhen von 1350 bis 2135 Metern verbreitet. 
Die Erstbeschreibung als Aloe torrei var. wildii durch Gilbert Westacott Reynolds wurde 1961 veröffentlicht. Drei Jahre später erhob er die Varietät in den Rang einer eigenständigen Art.

## Nachweise